# Dmitrij Tursunow
Dmitrij Igorowicz Tursunow, ros. Дмитрий Игоревич Турсунов (ur. 12 grudnia 1982 w Moskwie) – rosyjski tenisista, zdobywca Pucharu Davisa, olimpijczyk.

## Kariera tenisowa
Karierę tenisową Tursunow rozpoczął w roku 2000, a ostatni turniej zagrał w październiku 2017 w Stockton (impreza rangi ATP Challenger Tour). W 2001 wygrał j pierwsze zawody kategorii ATP Challenger Tour i debiutował w cyklu ATP World Tour, dochodząc w Memphis do ćwierćfinału (pokonał m.in. Grega Rusedskiego i George'a Bastla, przegrał z późniejszym triumfatorem Markiem Philippoussisem).
W 2003 roku Rosjanin debiutował w turniejach wielkoszlemowych, osiągając III rundę US Open, m.in. po pięciosetowym zwycięstwie nad byłym liderem rankingu światowego Gustavo Kuertenem. Kolejne sukcesy w cyklu ATP Challenger Tour (wygrane w Mandeville i San Antonio) dały mu na koniec 2003 roku miejsce w pierwszej setce na świecie.
W 2004 roku Rosjanin po raz pierwszy osiągnął finał rozgrywek ATP World Tour, podczas rywalizacji deblowej w Waszyngtonie. Wspólnie z Travisem Parrottem przegrał finałowy pojedynek z południowoafrykańską parą, Chrisem Haggardem oraz Robbiem Koenigiem.
Jesienią 2005 roku Tursunow zadebiutował w reprezentacji Rosji w półfinale Pucharu Davisa przeciwko Chorwacji. Swój singlowy pojedynek wygrał nad Ivo Karloviciem, lecz w deblu przegrał razem z Igorem Andriejewem z duetem Mario Ančić-Ivan Ljubičić. Ostatecznie Chorwaci awansowali do finału wygrywając rywalizację 3:2. W tym samym okresie Tursunow awansował do finału gry podwójnej w Pekinie. Partnerem deblowym Rosjanina był Michaił Jużny, lecz w rundzie finałowej przegrał z Justinem Gimelstobem i Nathanem Healeyem.
W połowie czerwca 2006 roku Tursunow uzyskał finał debla w Nottingham, turnieju rozgrywanym na nawierzchni trawiastej. Będąc w parze z Igorem Kunicynem uległ jednak w finale Jonatanowi Erlichowi i Andy'emu Ramowi. Miesiąc później Rosjanin po raz pierwszy osiągnął finał singla, podczas rozgrywek w Los Angeles (porażka z Tommym Haasem), a pod koniec września wygrał turniej w Mumbaju, eliminując po drodze m.in. Tommy'ego Robredo, a w finale Tomáša Berdycha. W tym samym roku zdobył również z drużyną Puchar Davisa. Zespół rosyjski wyeliminował odpowiednio Holandię, Francję, USA, a w finale Argentynę. Tursunow odniósł kilka znaczących zwycięstw, m.in. w półfinale przeciwko USA w pojedynku z Andym Roddickiem (wynik meczu 6:3, 6:4, 5:7, 3:6, 17:15 dla Tursunowa).
Na początku sezonu 2007 razem z Nadieżdią Pietrową zdobył Puchar Hopmana. W finale Rosjanie wygrali nad Hiszpanią 2:0, a Tursunow pokonał w swoim meczu Tommy'ego Robredo. Pod koniec lipca Rosjanin wygrał swój drugi turniej singlowy rangi ATP World Tour, na kortach w Indianapolis, zwyciężając w finale Kanadyjczyka Franka Dancevica. We wrześniu odniósł kolejny triumf, w Bangkoku, po wygranej w decydującym meczu nad Benjaminem Beckerem. W październiku wygrał zawody deblowe w Moskwie, razem z Maratem Safinem.
Sezon 2008 Tursunow rozpoczął od zwycięstwa w Sydney, eliminując po drodze m.in. Richarda Gasqueta, a w finale Chrisa Guccione'a. W lutym, wspólnie z Tomášem Berdychem zdobył deblowy tytuł w Rotterdamie. W lipcu dotarł do finału gry pojedynczej w Indianapolis, po wyeliminowaniu m.in. Jamesa Blake'a. W finale nie sprostał Gilles'owi Simonowi. Na przełomie września i października Rosjanin wygrał turniej w Metzu, gdzie w finale pokonał Paula-Henriego Mathieu.
Rok 2009 Tursunow zakończył z jednym singlowym zwycięstwem, w Eastbourne, pokonując w finale Franka Dancevica. Ponadto Rosjanin wygrał również dwa deblowe turnieje, w lutym z Rikiem de Voestem w Dubaju oraz w lipcu z Ernestsem Gulbisem w Indianapolis.
W roku 2010 Rosjanin osiągnął dwa finały gry podwójnej. Najpierw w Tokio, gdzie wspólnie z Andreasem Seppim przegrał w finale z Erikiem Butoracem i Jeanem-Julienem Rojerem, a potem w Moskwie, pokonując w finale Janko Tipsarevicia oraz Viktora Troickiego. Partnerem deblowym Tursunowa był wówczas Igor Kunicyn.
Po blisko dwóch latach, w połowie czerwca 2011 roku Tursunow wygrał rozgrywki singlowe, podczas rywalizacji w 's-Hertogenbosch, na nawierzchni trawiastej. Spotkanie finałowe zakończyło się zwycięstwem Rosjanina nad Ivanem Dodigiem.
Pierwszy finał do jakiego Tursunow dotarł w 2012 roku miał miejsce w 's-Hertogenbosch w ramach rozgrywek gry podwójnej. Razem z Juanem Sebastiánem Cabalem został pokonany przez Roberta Lindstedta i Horię Tecău.
W 2013 roku pierwszy finał z udziałem Rosjanina miał miejsce w maju, w Monachium w grze podwójnej. Partnerem Tursunowa był Jarkko Nieminen, a w finale pokonali 6:1, 6:4 Erica Butoraca i Markosa Pagdatisa.
Pod koniec października 2015 roku Tursunow został mistrzem gry podwójnej w Moskwie razem z Andriejem Rublowem. Decydujący mecz Rosjanie wygrali z deblem Radu Albot–František Čermák.
Najwyżej sklasyfikowany w rankingu singlistów Tursunow był na początku października 2006 roku na 20. miejscu, z kolei w zestawieniu deblistów w połowie czerwca 2008 roku zajmował 36. pozycję. Stosunkowo często musi rezygnować ze startów turniejowych ze względu na kontuzje.

### Finały w turniejach ATP World Tour
| Legenda                                      |
| -------------------------------------------- |
| Wielki Szlem                                 |
| Igrzyska olimpijskie                         |
| Tennis Masters Cup / ATP Finals              |
| ATP Masters Series / ATP Tour Masters 1000   |
| ATP International Series Gold / ATP Tour 500 |
| ATP International Series / ATP Tour 250      |

#### Gra pojedyncza (7–2)
| Końcowy wynik | Nr | Data                | Turniej          | Nawierzchnia  | Przeciwnik         | Wynik finału     |
| ------------- | -- | ------------------- | ---------------- | ------------- | ------------------ | ---------------- |
| Finalista     | 1. | 30 lipca 2006       | Los Angeles      | Twarda        | Tommy Haas         | 6:4, 5:7, 3:6    |
| Zwycięzca     | 1. | 1 października 2006 | Mumbaj           | Twarda        | Tomáš Berdych      | 6:3, 3:6, 7:6(5) |
| Zwycięzca     | 2. | 29 lipca 2007       | Indianapolis     | Twarda        | Frank Dancevic     | 6:4, 7:5         |
| Zwycięzca     | 3. | 30 września 2007    | Bangkok          | Twarda (hala) | Benjamin Becker    | 6:2, 6:1         |
| Zwycięzca     | 4. | 12 stycznia 2008    | Sydney           | Twarda        | Chris Guccione     | 7:6(3), 7:6(4)   |
| Finalista     | 2. | 20 lipca 2008       | Indianapolis     | Twarda        | Gilles Simon       | 4:6, 4:6         |
| Zwycięzca     | 5. | 5 października 2008 | Metz             | Twarda (hala) | Paul-Henri Mathieu | 7:6(6), 1:6, 6:4 |
| Zwycięzca     | 6. | 20 czerwca 2009     | Eastbourne       | Trawiasta     | Frank Dancevic     | 6:3, 7:6(5)      |
| Zwycięzca     | 7. | 19 czerwca 2011     | 's-Hertogenbosch | Trawiasta     | Ivan Dodig         | 6:3, 6:2         |

#### Gra podwójna (7–5)
| Końcowy wynik | Nr | Data                 | Turniej          | Nawierzchnia  | Partner              | Przeciwnicy                         | Wynik finału   |
| ------------- | -- | -------------------- | ---------------- | ------------- | -------------------- | ----------------------------------- | -------------- |
| Finalista     | 1. | 22 sierpnia 2004     | Waszyngton       | Twarda        | Travis Parrott       | Chris Haggard Robbie Koenig         | 6:7(3), 1:6    |
| Finalista     | 2. | 18 września 2005     | Pekin            | Twarda        | Michaił Jużny        | Justin Gimelstob Nathan Healey      | 6:4, 3:6, 2:6  |
| Finalista     | 3. | 25 czerwca 2006      | Nottingham       | Trawiasta     | Igor Kunicyn         | Jonatan Erlich Andy Ram             | 3:6, 2:6       |
| Zwycięzca     | 1. | 14 października 2007 | Moskwa           | Twarda (hala) | Marat Safin          | Tomáš Cibulec Lovro Zovko           | 6:4, 6:2       |
| Zwycięzca     | 2. | 24 lutego 2008       | Rotterdam        | Twarda (hala) | Tomáš Berdych        | Philipp Kohlschreiber Michaił Jużny | 7:5, 3:6, 10–7 |
| Zwycięzca     | 3. | 1 marca 2009         | Dubaj            | Twarda        | Rik de Voest         | Martin Damm Robert Lindstedt        | 4:6, 6:3, 10–5 |
| Zwycięzca     | 4. | 25 lipca 2009        | Indianapolis     | Twarda        | Ernests Gulbis       | Ashley Fisher Jordan Kerr           | 6:4, 3:6, 11–9 |
| Finalista     | 4. | 10 października 2010 | Tokio            | Twarda        | Andreas Seppi        | Eric Butorac Jean-Julien Rojer      | 3:6, 2:6       |
| Zwycięzca     | 5. | 24 października 2010 | Moskwa           | Twarda (hala) | Igor Kunicyn         | Janko Tipsarević Viktor Troicki     | 7:6(8), 6:3    |
| Finalista     | 5. | 23 czerwca 2012      | 's-Hertogenbosch | Trawiasta     | Juan Sebastián Cabal | Robert Lindstedt Horia Tecău        | 3:6, 6:7(1)    |
| Zwycięzca     | 6. | 5 maja 2013          | Monachium        | Ceglana       | Jarkko Nieminen      | Markos Pagdatis Eric Butorac        | 6:1, 6:4       |
| Zwycięzca     | 7. | 25 października 2015 | Moskwa           | Twarda (hala) | Andriej Rublow       | Radu Albot František Čermák         | 2:6, 6:1, 10–6 |